# Upiorne urodziny
Upiorne urodziny (ang. Happy Birthday to Me) – kanadyjski horror filmowy z 1981 roku, wpisujący się w nurt podgatunku slasher; zdobywca dwóch nominacji do nagrody Genie. Aktorka obsadzona w głównej roli – Melissa Sue Anderson (Domek na prerii), w roku 1982 zdobyła za swoją rolę nominację do Young Artist Award jako najlepsza młoda artystka w filmie fabularnym.
Od momentu swojej premiery projekt uchodzi za kultowy wśród miłośników filmowych slasherów, przede wszystkim przez wzgląd na dziwaczne sceny eksterminacji młodzieżowych bohaterów oraz niespodziewane, mocno szokujące zakończenie.

## Fabuła
Film opowiada historię zbrodni dokonywanych po zaginięciu uczennicy ekskluzywnej szkoły. Zaczynają być wysnuwane podejrzenia, kto jest ich sprawcą, lecz morderca zostaje zdemaskowany dopiero podczas tytułowego przyjęcia urodzinowego.

## Pełna fabuła
Pewnej nocy, w drodze do pubu „The Silent Woman”, uczennica prywatnej szkoły średniej Bernadette O’Hara zostaje zaatakowana przez zamaskowanego zabójcę. Zaczaja się on najpierw na tylnym siedzeniu jej samochodu, następnie próbuje ją udusić, a gdy jego ofierze udaje się uciec − rusza za nią w pogoń. Ucieczka Bernadette przed napastnikiem przynosi nieprzewidziane skutki; dziewczyna spotyka na swojej drodze rówieśnika, którego prosi o pomoc (widz nie widzi jego twarzy − jedynie kontur sylwetki). Ten wyciąga w jej kierunku nóż i podrzyna jej gardło, okazując się mordercą.
Przyjaciele zamordowanej opuszczają lokal „The Silent Woman”, gdy pewnym jest, że Bernadette nie zjawi się już w barze. W drodze powrotnej do domów decydują się zainicjować tzw. grę w cykora: wszystkie samochody, którymi poruszają się bohaterowie, muszą przejechać przez ruchomy most, na krótką chwilę nim zostanie on całkowicie podniesiony i uniemożliwi przejazd przez rzekę. Tytułowym „cykorem” zostaje ten z prowadzących, który stchórzy i wyhamuje przed mostem. Choć gra przebiega bezproblemowo i nikomu nic się nie staje, jedna z dziewcząt, główna bohaterka Virginia „Ginny” Wainwright, panikuje. Tuż po wylądowaniu po drugiej stronie mostu, w akcie histerii wybiega z samochodu i biegnie w kierunku pobliskiego lasu.
Przemierzywszy ciemny las, Ginny dociera do swojego domu. Tam też natrafia na ojca, Harolda, który robi jej wyrzuty z powodu powrotu po godzinie policyjnej. Tymczasem, bez wiedzy bohaterki i jej taty, do pokoju Ginny (znajdującego się na piętrze) wkrada się przez okno jej szkolny kolega. Następuje długa scena suspensu, podczas której włamywacz podgląda przebierającą się do kąpieli Ginny. Następnie chłopak kradnie pozostawioną przez nią na podłodze bieliznę i wymyka się ponownie przez okno. Szmery towarzyszące tym czynnościom przerażają Virginię.
Następnego dnia Ginny dzieli się ze swoim zaufanym psychiatrą, doktorem Davidem Faradayem, kilkoma wspomnieniami z przeszłości. Bohaterka została niegdyś poddana eksperymentowi medycznemu, który spowodował u niej tymczasową utratę pamięci; teraz wspomnienia stopniowo do niej powracają.
Gdy Virginia stara się wrócić do normalnego życia, jej przyjaciele ze szkoły padają ofiarami brutalnych morderstw. W przeciągu zaledwie kilku dni giną Etienne − uczeń z wymiany studenckiej, oraz Greg. Pierwszy z chłopców zostaje uduszony, gdy jego własny szalik wplątuje się w koło motocyklu (także poturbowany przez owo koło), drugi zaś − kończy ze zgniecioną szyją, po tym, jak upada na nią sztanga. Wkrótce, w dżdżystą noc, zamordowany zostaje także zdziwaczały Alfred − ginie, dźgnięty nożycami ogrodowymi w brzuch przez... samą Ginny.
Widz z niepokojem śledzi dalsze wydarzenia i dowiaduje się, że Virginia obchodzi niebawem osiemnaste urodziny. Pan Wainwright pozostawia córkę samą w domu i z wyrusza w podróż służbową. Tego dnia, po szkolnej potańcówce, Ginny zaprasza do swojej posiadłości kolegę, imieniem Steve. Przygotowuje dla niego przekąskę, podczas gdy on bez umiaru narkotyzuje się i pije. Niczego nie podejrzewając, Steve pozwala się nakarmić. Gdy otwiera usta, Ginny gwałtownie wpycha mu do nich patyczek do szaszłyków. Przebija gardło chłopaka.
Rankiem Virginia − nieświadoma zdarzeń mających miejsce poprzedniego wieczoru − bierze długi prysznic. Usilnie próbuje spamiętać wszystko, co wydarzyło się do tej pory. Retrospekcje, której doświadcza, dostarczają widzowi kilka przydatnych informacji.
Rzecz ma miejsce cztery lata wstecz. Matka bohaterki, Estelle, z kobiety lekkich obyczajów stała się żoną wpływowego biznesmena. Niestety, nawet jako bogaczka uchodziła za osobę promiskuityczną. Gdy zorganizowała swojej córce wystawną imprezę urodzinową, nie przybył na nią żaden z zaproszonych gości (wśród których mieli się znaleźć Bernadette, Alfred, Greg, Etienne, Ann i Steve). Dowiedziawszy się, że zamiast na przyjęcie Ginny, rówieśnicy córki woleli pójść na imprezę u Ann, Estelle decyduje się przejąć sprawę w swoje ręce. Wraz z Virginią zjawia się przed domem Thomersonów (rodziców Ann), żądając, by jej dziecko zostało wpuszczone na przyjęcie. Na miejscu dowiaduje się jednak, że ma reputację „lokalnej zdziry” oraz że jej córka nie jest mile widziana na prywatce. Następnie zdruzgotana Estelle próbuje przejechać przez most, który akurat znajduje się w stanie zamykania. Samochód pani Wainwright wpada do wody. Estelle tonie, a Ginny udaje się uratować.
Po tej sugestywnej refleksji, Virginia zdaje sobie sprawę, że może być odpowiedzialna za morderstwa popełnione na przyjaciołach. Kontaktuje się z doktorem Faradayem, licząc na to, że uzyska od niego odpowiedzi na nurtujące ją pytania. Gdy tak się nie staje, zabija go pogrzebaczem kominkowym.
Do domu powraca Harold, gotowy na świętowanie osiemnastych urodzin córki. Gdy w jej pokoju zastaje pokrwawioną podłogę, obawia się najgorszego. Wszczyna poszukiwania Ginny i wybiera się na położony w okolicznym lesie grób żony. Z przerażeniem stwierdza, że ciało Estelle zostało wykopane spod ziemi, a przy miejscu pochówku napotyka Amelię − koleżankę córki, tkwiącą w ciężkim szoku. Znajduje też zwłoki Faradaya, a ostatecznie trafia do zlokalizowanego nieopodal domku gościnnego swojej posiadłości. Tam dokonuje mrożącego krew w żyłach odkrycia.
Zwłoki Estelle oraz wszystkich pomordowanych przyjaciół Virginii siedzą przy uroczystym stole, który został ustawiony w taki sposób, by zainscenizować sytuację sprzed czterech lat (impreza urodzinowa Ginny przed 4. laty odbywała się w tym samym miejscu − w domku gościnnym Wainwrightów). W pomieszczeniu pojawia się Ginny, która niosąc wielki tort śpiewa „Happy Birthday to Me”. Zrozpaczony Harold wybucha płaczem, obwiniając się za uczynienie z własnej córki psychopatki poprzez poddanie jej eksperymentowi medycznemu (wierzy, że ów eksperyment wprowadził nieodwracalne zmiany w jej osobowości). Ginny bez skruchy przyznaje się do popełnienia wszystkich okropnych zbrodni, a następnie − nożem do ciasta − podrzyna gardło i ojcu. Pan Wainwright nie dowiaduje się prawdy o rzeczywistym mordercy.
Prawdziwą zabójczynią okazuje się być Ann Thomerson, Ginny tymczasem, nieprzytomna, siedzi przy stole, z głową opartą o blat. Virginia budzi się po chwili i ze strachem odkrywa, że zasiada wśród trupów swoich przyjaciół. Okazuje się, że Ann podszywała się przez ostatnie tygodnie pod Ginny − poruszała się, jak ona, mówiła, jak ona, za sprawą drobnej pomocy Alfreda − mistrza plastycznego − nawet wyglądała, jak ona. Także Ann była sprawczynią zbrodni na wszystkich nastolatkach, psychiatrze i ojcu Ginny. Wszystko to stało się z powodu obsesyjnej żądzy zemsty, która kiełkowała w Ann od dawna.
Ann była rozgoryczona, gdy dowiedziała się o romansie swojego kochanego ojca z matką Virginii. W następstwie tego związku, jest przyszywaną siostrą Ginny. Psychopatka wymordowała piątkę uczniów, którzy cztery lata temu nie zjawili się na urodzinach Wainwright − mianowicie, Bernadette, Etienne’a, Steve’a, Alfreda i Grega − wyraźnie w celu obarczenia winą za całe to zamieszanie Virginię, wierząc, iż to ona − niedoszła ofiara medycznego eksperymentu, pół-sierota i odtrącona nastolatka − stanie się jedyną podejrzaną.
W akcie samoobrony, Ginny dźga Ann nożem. Gdy Ann umiera, do gościnnego domku wpada funkcjonariusz policyjny. Jego retoryczne pytanie „Coś ty zrobiła?!” zostaje przerwana cichutkim nuceniem przez Ginny tekstu „Happy Birthday to Me”.

## Obsada
- Melissa Sue Anderson − Virginia „Ginny” Wainwright
- Glenn Ford − dr. David Faraday
- Lawrence Dane − Harold „Hal” Wainwright
- Tracey E. Bregman − Ann Thomerson
- Matt Craven − Steve Maxwell
- Jack Blum − Alfred Morris
- Lisa Langlois − Amelia
- David Eisner − Rudi
- Lenore Zann − Maggie
- Michel-René Labelle − Etienne Vercures
- Richard Rebiere − Gregory „Greg” Hellman
- Lesleh Donaldson − Bernadette O’Hara
- Frances Hyland − pani Patterson
- Sharon Acker − Estelle Wainwright

## Produkcja
Film kręcono od 3 lipca do 18 września 1980 roku w Montrealu w Kanadzie. By uzyskać od stowarzyszenia MPAA restrykcję „R”, twórcy musieli wyciąć z gotowego projektu kilka brutalnych scen; w tej sposób uniknęli przyznania przez klasyfikatorów najcięższej kategorii „X”.

## Nagrody i wyróżnienia
- 1982, Genie Awards:
  - nominacja do nagrody Genie w kategorii najlepsza muzyka (nagrodzeni: Bo Harwood, Lance Rubin)
  - nominacja do nagrody Genie w kategorii najlepsze kostiumy (Huguette Gagné)
- 1982, Young Artist Awards:
  - nominacja do Young Artist Award w kategorii najlepsza młoda artystka w filmie fabularnym (Melissa Sue Anderson)